# Afranthidium odonturum
Afranthidium odonturum är en biart som först beskrevs av Cockerell 1932.  Afranthidium odonturum ingår i släktet Afranthidium och familjen buksamlarbin. Inga underarter finns listade i Catalogue of Life.